# Бовељио (Лука)
Бовељио је насеље у Италији у округу Лука, региону Тоскана.
Према процени из 2011. у насељу је живело 141 становника. Насеље се налази на надморској висини од 694 м.